# Stefan Pospichal
Stefan Pospichal (Vienna, 17 novembre 1910 – 1940) è stato un calciatore cecoslovacco, di ruolo centrocampista.

## Carriera
Nato nell'allora Austria-Ungheria, gioca un paio d'anni a Vienna, prima nel Cricketer poi nell'Austria, dove vince una Coppa nazionale nel 1932. In seguito si trasferisce in Cecoslovacchia, dove gioca fino al 1939. Con l'inizio della seconda guerra mondiale, è arruolato come soldato dell'esercito e perisce nel 1940.

### Nazionale
Il 6 settembre 1935 debutta in Nazionale contro la Jugoslavia (0-0).

## Palmarès

### Club

#### Competizioni nazionali
- Coppa d'Austria: 1

Austria Vienna: 1931-1932